# محوطه چاه جلال ۲
محوطه چاه جلال ۲ مربوط به سده‌های میانه دوران‌های تاریخی پس از اسلام است و در شهرستان ایرانشهر، بخش بمپور، دهستان بمپور شرقی، ۹۰۰ متری شرق فیروزآباد واقع شده و این اثر در تاریخ ۳۰ بهمن ۱۳۸۶ با شمارهٔ ثبت ۲۱۱۶۰ به‌عنوان یکی از آثار ملی ایران به ثبت رسیده است.